# Révolutions (album)
Pour les articles homonymes, voir Révolution (homonymie).
Albums de Jean-Michel Jarre
En concert Houston-Lyon
(1987) Destination Docklands
(1989)
Révolutions est le huitième album studio de Jean-Michel Jarre, sorti en 1988.

## Historique
L'album devait s'appeler Destinations.
L'album est enregistré dans le home studio de Jean-Michel Jarre à Croissy-sur-Seine puis mixé dans les studios Guillaume Tell et Davout. Le titre September est chanté par des enfants du Mali et par la choriste Mireille Pombo.

## Pochette
La photographie de la pochette est l’œuvre du photographe italien Oliviero Toscani.
Dans les notes présentes dans la pochette, on peut lire « Ce disque est dédié à tous les enfants de la révolution : aux enfants de la révolution industrielle, à ceux des années soixante et des ordinateurs, aux enfants des émigrants et à ceux de Dulcie September ». 

## Liste des pistes
| Édition originale de 1988 | Édition originale de 1988           | Édition originale de 1988 | Édition originale de 1988 | Édition originale de 1988 | Édition originale de 1988 | Édition originale de 1988 | Édition originale de 1988 | Édition originale de 1988 | Édition originale de 1988 |
| No                        | Titre                               | Durée                     |                           |                           |                           |                           |                           |                           |                           |
| ------------------------- | ----------------------------------- | ------------------------- | ------------------------- | ------------------------- | ------------------------- | ------------------------- | ------------------------- | ------------------------- | ------------------------- |
| 1.                        | Révolution industrielle : Ouverture | 5:20                      |                           |                           |                           |                           |                           |                           |                           |
| 2.                        | Révolution industrielle : Part 1    | 5:08                      |                           |                           |                           |                           |                           |                           |                           |
| 3.                        | Révolution industrielle : Part 2    | 2:18                      |                           |                           |                           |                           |                           |                           |                           |
| 4.                        | Révolution industrielle : Part 3    | 4:11                      |                           |                           |                           |                           |                           |                           |                           |
| 5.                        | London Kid                          | 4:28                      |                           |                           |                           |                           |                           |                           |                           |
| 6.                        | Révolutions                         | 5:01                      |                           |                           |                           |                           |                           |                           |                           |
| 7.                        | Tokyo Kid                           | 5:22                      |                           |                           |                           |                           |                           |                           |                           |
| 8.                        | Computer Weekend                    | 4:43                      |                           |                           |                           |                           |                           |                           |                           |
| 9.                        | September                           | 4:05                      |                           |                           |                           |                           |                           |                           |                           |
| 10.                       | L'Émigrant                          | 3:56                      |                           |                           |                           |                           |                           |                           |                           |
| 44:32                     |                                     |                           |                           |                           |                           |                           |                           |                           |                           |

| Édition remastérisée de 1994 | Édition remastérisée de 1994        | Édition remastérisée de 1994 | Édition remastérisée de 1994 | Édition remastérisée de 1994 | Édition remastérisée de 1994 | Édition remastérisée de 1994 | Édition remastérisée de 1994 | Édition remastérisée de 1994 | Édition remastérisée de 1994 |
| No                           | Titre                               | Durée                        |                              |                              |                              |                              |                              |                              |                              |
| ---------------------------- | ----------------------------------- | ---------------------------- | ---------------------------- | ---------------------------- | ---------------------------- | ---------------------------- | ---------------------------- | ---------------------------- | ---------------------------- |
| 1.                           | Révolution industrielle : Ouverture | 5:11                         |                              |                              |                              |                              |                              |                              |                              |
| 2.                           | Révolution industrielle : Part 1    | 5:10                         |                              |                              |                              |                              |                              |                              |                              |
| 3.                           | Révolution industrielle : Part 2    | 2:17                         |                              |                              |                              |                              |                              |                              |                              |
| 4.                           | Révolution industrielle : Part 3    | 4:13                         |                              |                              |                              |                              |                              |                              |                              |
| 5.                           | London Kid                          | 4:28                         |                              |                              |                              |                              |                              |                              |                              |
| 6.                           | Révolution, révolutions             | 4:56                         |                              |                              |                              |                              |                              |                              |                              |
| 7.                           | Tokyo Kid                           | 5:23                         |                              |                              |                              |                              |                              |                              |                              |
| 8.                           | Computer Weekend                    | 4:43                         |                              |                              |                              |                              |                              |                              |                              |
| 9.                           | September                           | 3:53                         |                              |                              |                              |                              |                              |                              |                              |
| 10.                          | L'Émigrant                          | 4:08                         |                              |                              |                              |                              |                              |                              |                              |
| 44:24                        |                                     |                              |                              |                              |                              |                              |                              |                              |                              |

## Musiciens et crédits
- Jean-Michel Jarre : Roland D-50, Fairlight CMI, Elka Synthex, EMS Synthi AKS, OSC Oscar, EMS Vocoder, Dynacord ADD-I, Cristal Baschet, Akaï MPC-60 : programmation batterie et percussions dans Révolutions, Tokyo Kid et September, voix ordinateur dans Révolutions
- Dominique Perrier : Emulator, Fairlight, Ensoniq ESQ-1, Roland D-50 et D-550, Synthex, Oscar, programmation Akaï MPC-60, collaboration artistique
- Michel Geiss : ARP 2600, Kawaï K5, Geiss Matrisequencer, Cavagnolo MIDY 20, Elka AMK 800, collaboration artistique, voix ordinateur dans Révolutions
- Joseph Hammer : batterie Simmons SDX, Dynacord ADD-I
- Guy Delacroix : basse
- Sylvain Durand : Fairlight CMI dans London Kid, directeur musical pour l'enregistrement des chœurs
- Jun Miyake : trompette et mégaphone dans London Kid
- Hank Marvin : guitare dans London Kid
- Bruno Rossignol : chœurs, direction des chœurs
- Francis Rimbert : programmation additionnelle de synthétiseurs
- Denis Vanzetto, Henri Loustau, Claude Ermelin : ingénieurs du son